# پراهالاد چونیلال وایدیا
پراهالاد چونیلال وایدیا (انگلیسی: Prahalad Chunnilal Vaidya؛ زاده ۲۳ مهٔ ۱۹۱۸ درگذشته ۱۲ مارس ۲۰۱۰) یک دانشمند بود.